# Károly Koller (Fotograf)

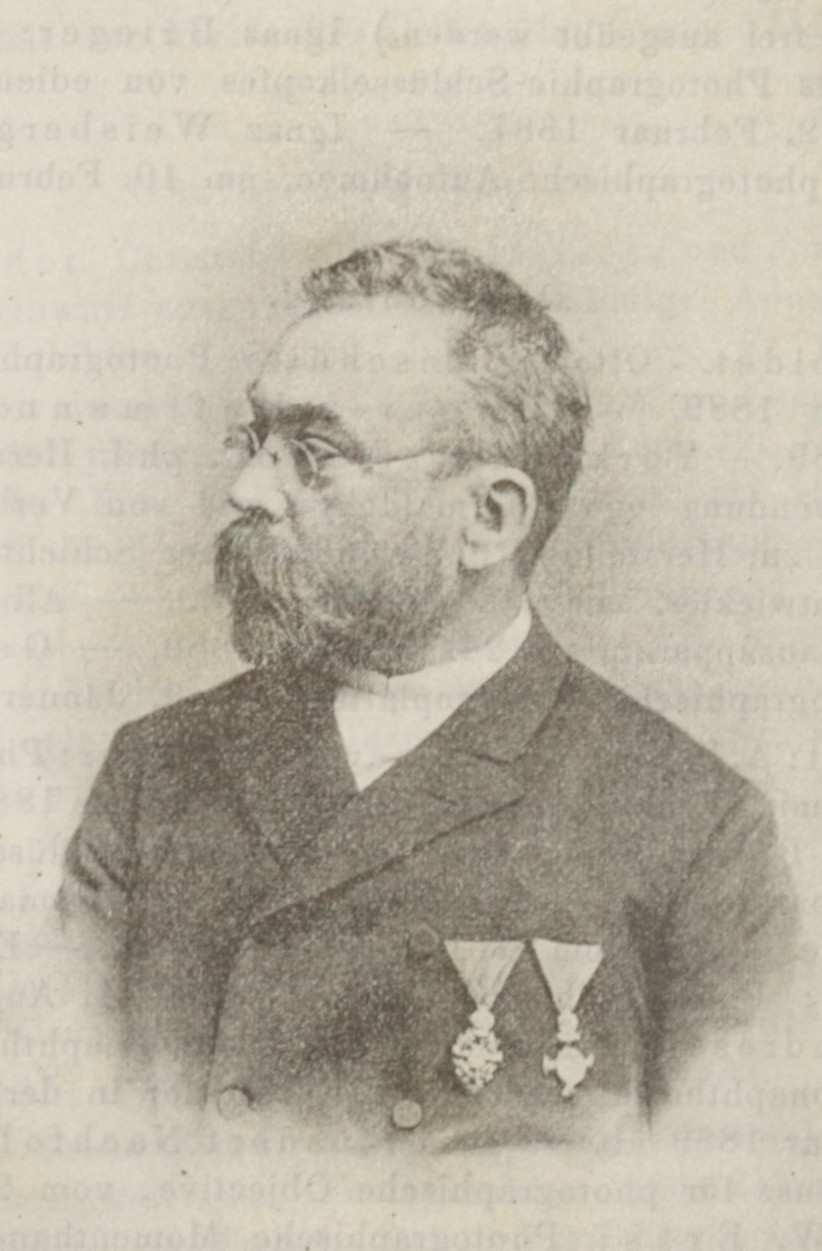
Károly Koller

Károly Koller (auch Carl oder Karl, geboren 28. Januar 1838 in Hermannstadt, Kaisertum Österreich; gestorben 26. November 1889 in Budapest, Österreich-Ungarn) war ein österreichisch-ungarischer Fotograf. 

## Leben

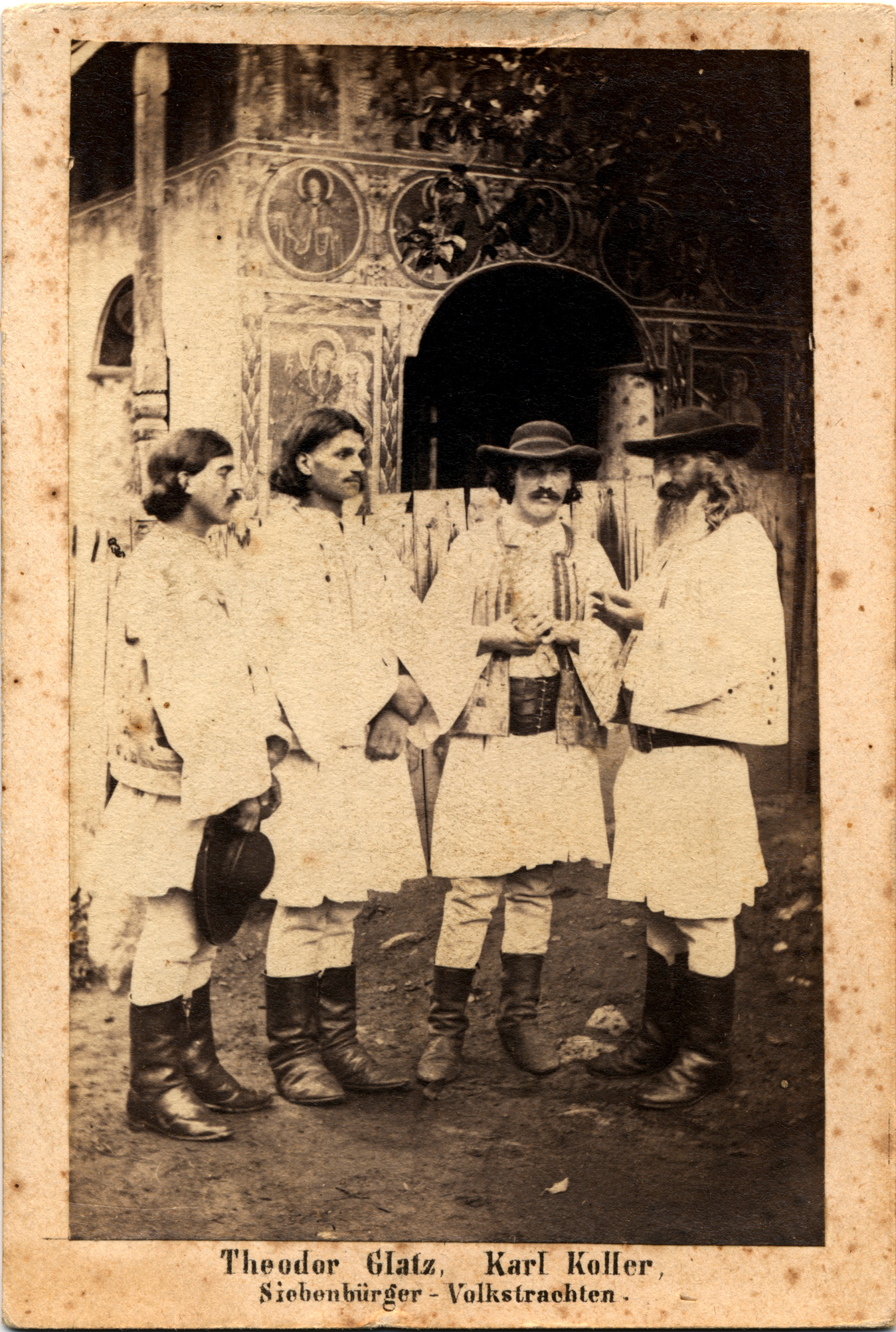
Theodor Glatz und Karl Koller: Siebenbürger Volkstrachten

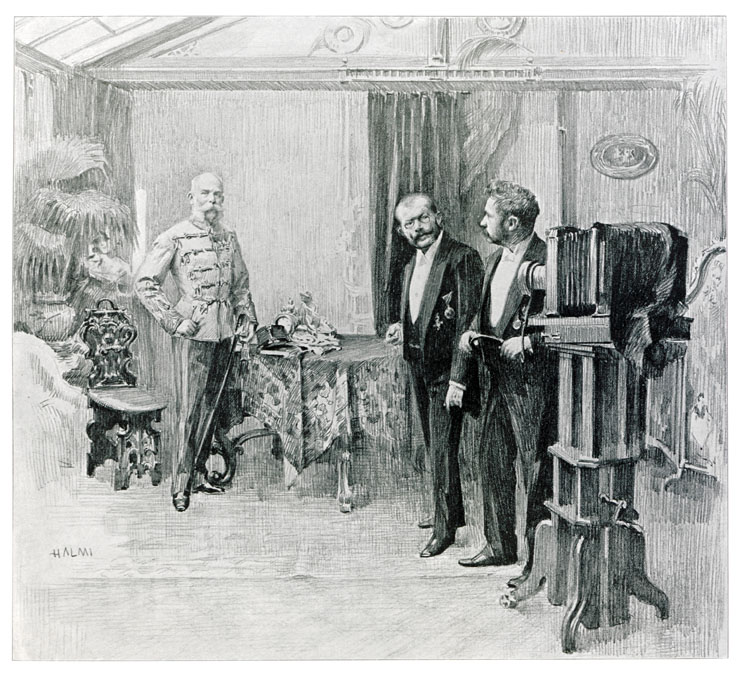
Artúr Halmi zeichnete die K.u.k. Porträtsitzung im Atelier Koller mit den beiden Inhabern Román Forché und István Gálfy (1898)

Carl Koller besuchte das deutsche Gymnasium in Hermannstadt und war dort auch Schüler des Zeichenlehrers Theodor Glatz, mit dem er in den Folgejahren eng zusammenarbeitete und ein gemeinschaftliches Atelier betrieb. Von 1856 bis 1859 besuchte er das Polytechnikum und die Kunstakademie in Wien, arbeitete von 1859 bis 1871 als Zeichenlehrer in Bistritz und widmete sich nebenbei der Malerei und Fotografie. Mit Glatz legte er 1862 zwei Alben mit Siebenbürger Persönlichkeiten und Siebenbürger Trachten vor. Ab 1866 war er Mitglied der Photographischen Gesellschaft in Wien.
Als Glatz 1871 starb, kündigte Koller den Lehrerberuf, führte Glatz' Fotoatelier in Hermannstadt weiter und gründete sogleich Filialen in Kolozsvár und Marosvásárhely. Er übergab 1873 die Firma an Glatz' Nichte Camilla Asbóth (1838–1908), die damit wahrscheinlich die erste selbständige Fotografin Siebenbürgens wurde.
1874 fotografierte er in der königlich-ungarischen Residenz Gödöllő und erhielt den Titel eines Hoffotografen. Bei der Weltausstellung in Wien erhielt er eine Auszeichnung für seine Fotografien von Menschen aus der Bistritzer Gegend, für Frauenporträts und insbesondere für seine Chromofotografien. 1875 eröffnete er unter seinem magyarisierten Namen in Budapest ein Atelier, in dem er bis zu 30 Angestellte beschäftigte. Anfangs wirkte der Maler und Fotograf József Borsos in dem Atelier mit.
In der Budapester adligen Gesellschaft Österreich-Ungarns konnte Koller viele Kunden gewinnen und porträtierte auch Mitglieder der kaiserlichen Familie. Ein geplanter Umzug nach Klagenfurt kam nicht mehr zustande. Nach seinem Tod führten seine langjährigen Mitarbeiter Román Forché und István Gálfy das Atelier Koller in Budapest bis 1908 weiter. Unter seinen Schülern waren Károly Zelesny, Fred Boissonnas und Alexandru Roșu.

Fotografien aus dem Atelier Koller
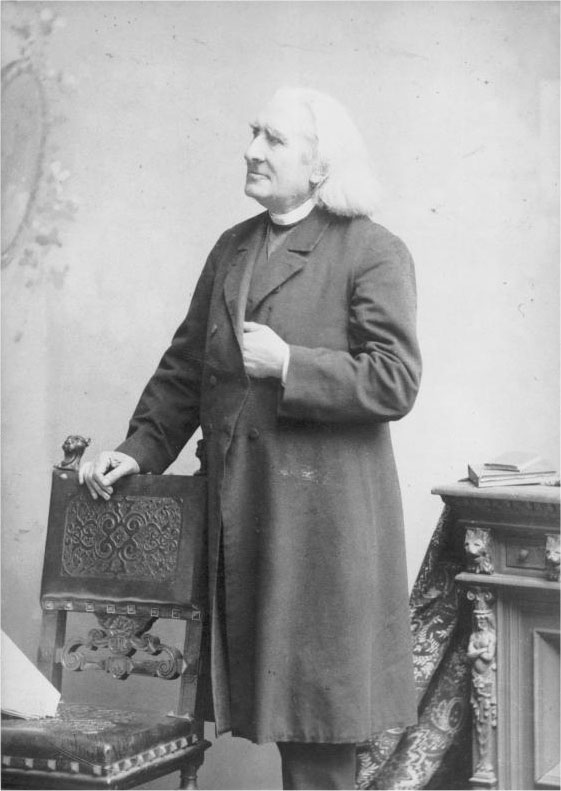
Franz Liszt
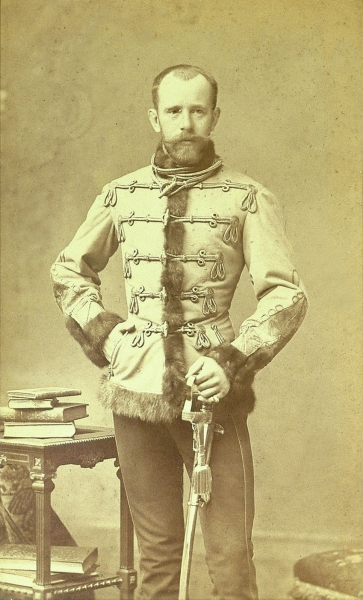
Kronprinz Rudolf
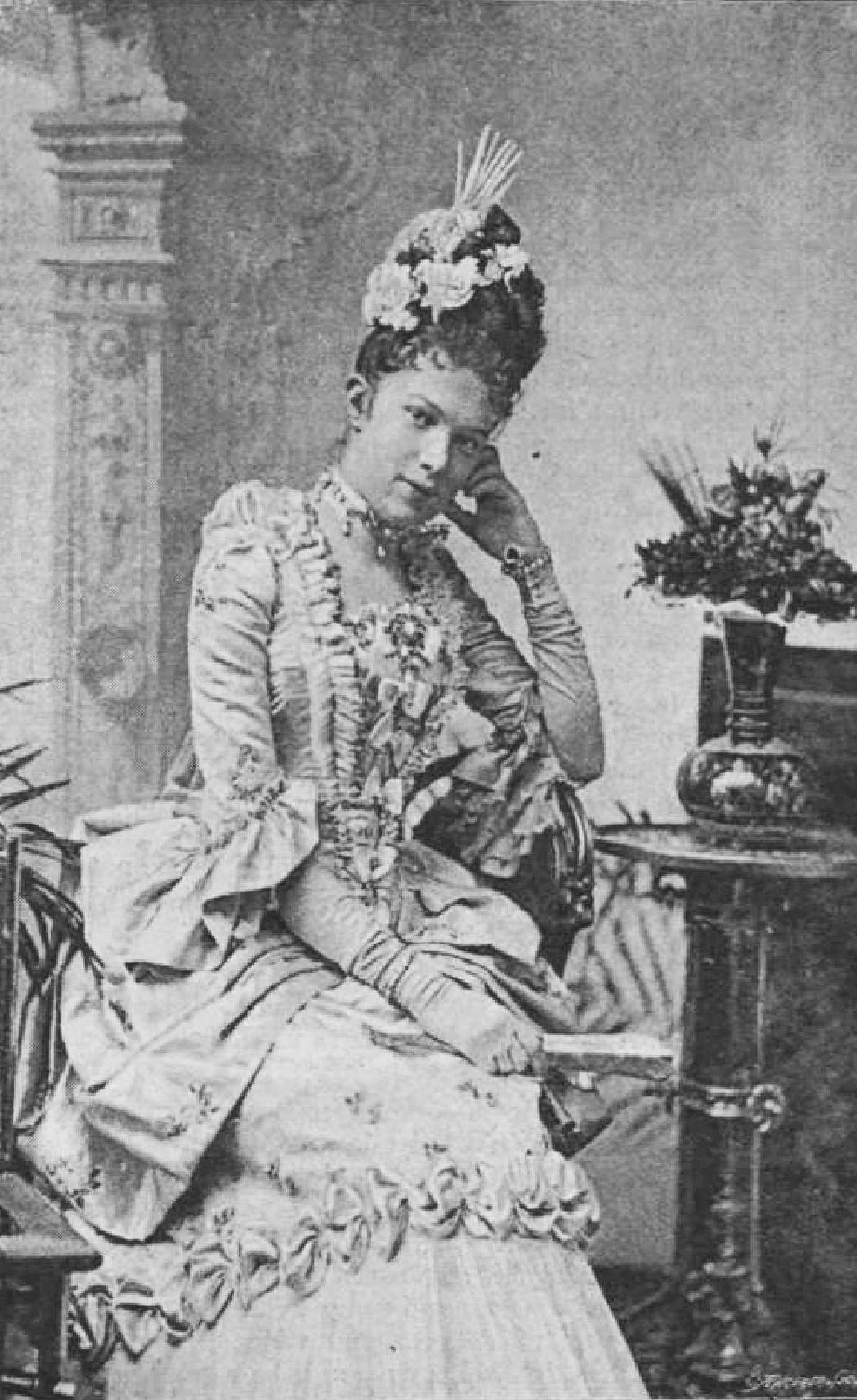
Marie Valerie von Österreich
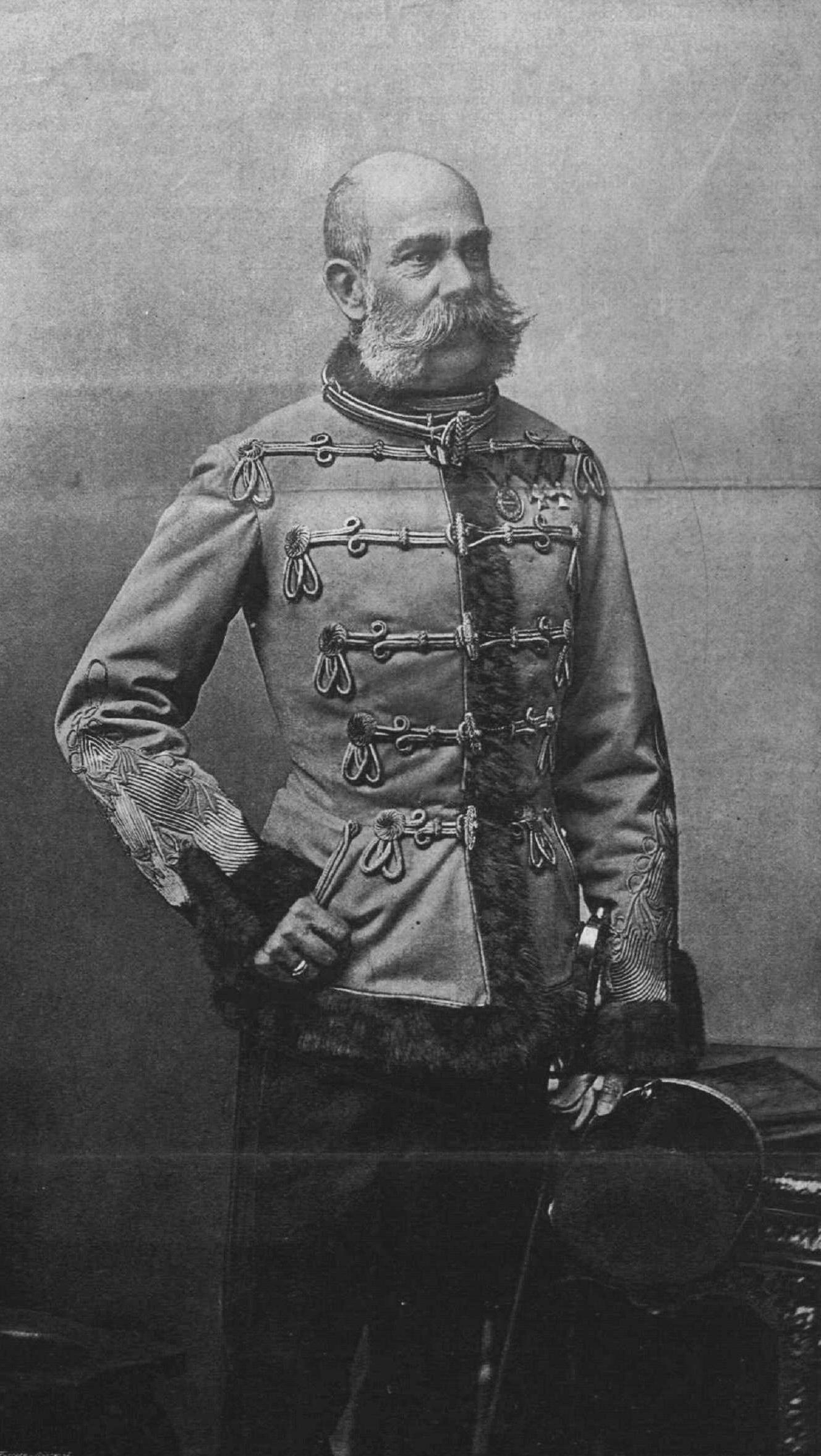
Kaiser und König Franz Josef
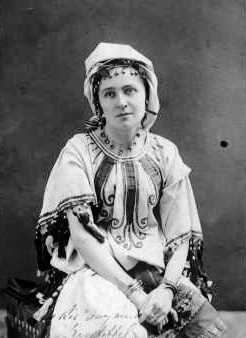
Schauspielerin Mari Jászai